# Augusto Tiezzi
Augusto Tiezzi, né à Castagneto Carducci le 16 avril 1910 et mort à Rome le 19 octobre 1990, a été l'un des plus prolifiques directeurs de la photographie du cinéma italien du XXe siècle.

## Biographie
Augusto Tiezzi a travaillé sans interruption depuis 1933 jusqu'à 1971, en signant près de quatre-vingt films.
Il a également fondé et dirigé l'Association italienne des auteurs de photos de cinéma (AIAFC).
En 1965, il a reçu la médaille d'or de l'événement « Una vita per il cinema ».

## Filmographie partielle
- 1933 : Villafranca de Giovacchino Forzano
- 1933 : La canzone del sole de Max Neufeld
- 1935 : Les Cent Jours (Campo di maggio) de Giovacchino Forzano
- 1951 : Buon viaggio, pover'uomo de Giorgio Pàstina
- 1952 : L'Injuste Condamnation de Giuseppe Masini
- 1955 : L'Enfant de la rue (Cortile) d'Antonio Petrucci
- 1959 : Il mondo dei miracoli de Luigi Capuano
- 1959 : Vento di primavera de Giulio Del Torre et Arthur Maria Rabenalt
- 1960 : Les Pirates de la côte (I pirati della costa) de Domenico Paolella
- 1961 : Mary la rousse, femme pirate (Le avventure di Mary Read) d'Umberto Lenzi
- 1962 : Maciste contre Zorro (Zorro contro Maciste) d'Umberto Lenzi
- 1962 : Duello nella Sila d'Umberto Lenzi
- 1963 : Samson contro il corsaro nero de Luigi Capuano
- 1963 : Samson contro i pirati de Tanio Boccia
- 1964 : Samson e il tesoro degli Incas de Piero Pierotti
- 1964 : Hercule contra Roma de Piero Pierotti
- 1966 : Des fleurs pour un espion (Le spie amano i fiori'') d'Umberto Lenzi
- 1967 : Gungala, la vierge de la jungle (Gungala la vergine della giungla) de Romano Ferrara
- 1968 : Samoa, fille sauvage (Samoa, regina della giungla) de Guido Malatesta
- 1968 : Le Fils de l'Aigle noir (Il figlio di Aquila Nera) de Guido Malatesta
- 1969 : Le calde notti di Poppea de Guido Malatesta
- 1969 : Sais-tu ce que Staline faisait aux femmes ? (Sai cosa faceva Stalin alle donne) de Maurizio Liverani
- 1971 : Lo stragolatore de Vienne de Guido Zurli
- 1971 : Zorro au service de la reine (Zorro alla corte d'Inghilterra) de Francesco Montemurro